# Sky Fighters
Sky Fighters (Les chevaliers du ciel) è un film del 2005 diretto da Gérard Pirès.
Come già l'omonima serie televisiva, mandata in onda a partire dal 1967 dalla 1ª rete francese (e solo nei primi anni '70 dalla RAI), anche il film è liberamente ispirato alle avventure a fumetti di Tanguy e Laverdure, (Les Aventures de Michel Tanguy). Nel film vi sono diversi camei di attori francesi e croati tra cui Ivan Franek e Mathieu Delarive.

## Trama

### Scenario
In seguito alla distruzione non autorizzata di un aereo da caccia rubato, due piloti vengono assunti come mercenari per conto di un'agenzia francese clandestina. Riusciranno a essere reintegrati e a salvare Parigi da un disastro.

### Sinossi
Lo scenario inizia al Farnborough Airshow nel Regno Unito, quando, durante una dimostrazione, un prototipo di aereo da caccia francese scompare: un Mirage 2000-10 monoposto con una livrea nera con bande rosse (in realtà questo aereo non esiste, si tratta semplicemente di un Mirage 2000C). Due piloti da caccia di pattuglia, Marchelli e Valois, (a bordo di due Mirage 2000C dell'Escadron de Chasse 1/5 Vendée dell'Armée de l'air) vengono immediatamente inviati per ritrovare il Mirage 2000-10. Spalle al muro, il pilota dell'aereo rubato va in posizione di attacco dell'aereo di Valois, e Marchelli lo abbatte per proteggere il suo compagno di squadra.
Tuttavia, ai due piloti era stato ordinato di abbandonare la missione e essi si sono rifiutati di obbedire. Ciò comporta per loro l'essere messi sotto inchiesta. Marchelli, al fine di mettere fine all'inchiesta, mostra ad uno dei responsabili, Maëlle Coste una donna che lavora in ambito civile, lo stress vissuto durante il combattimento attraverso una esercitazione nella quale un Mirage 2000 simula ripetutamente l'attacco dell'Alpha Jet sul quale si trovano. Più tardi, ella rivela che dei terroristi sono penetrati nei più alti livelli di governo e ella deve agire duramente per smascherarli.
Nel frattempo alla base della squadriglia Vendeé arrivano due piloti in addestramento per partecipare alla Red Flag, l'esercitazione annuale internazionale che si tiene a Las Vegas, due donne, una delle quali (il capitano Estelle Kass) non ha protetto Valois durante una missione in Serbia terminata con l'abbattimento dello stesso Valois.
La commissione d'indagine, che si basa su un video falsificato, espelle Marchelli dall'Armée de l'air e Valois si dimette in segno di protesta. I due piloti si trovano così a pilotare piccoli aerei ad elica, poiché nessuna compagnia aerea civile vuole assumerli, nonostante il loro talento innegabile di piloti. Tuttavia, sono nostalgici del tempo quando potevano pilotare un aereo a reazione.
Valois, che non può tollerare una tale situazione persista, contatta la Coste. Marchelli accetta di parlare con lei, e lei lo convince a entrare in un gruppo mercenario.
La loro prima missione è quella di compiere il più velocemente possibile un volo tra la Francia e Gibuti, una specie di Cannonball Race sopra un territorio ostile nel corno d'Africa, per una Missione Speciale per aiutare nella vendita del Mirage 2000 ad un acquirente asiatico; il concorrente è l'F-16. Durante il viaggio in Africa, i loro Mirage non sono stati riforniti di carburante, poiché un commando ha ucciso l'equipaggio del tanker che doveva rifornirli, costringendo i 3 Mirage (2 C e 1 D) ad atterrare su una base controllata da mercenari che lavorano per i terroristi. Marchelli e Valois riescono a fuggire a bordo di un Mirage 2000D, un pilota che era con loro viene ucciso e Kass viene rapita; mentre un Mirage 2000C viene trasportato verso una destinazione sconosciuta, i due riescono a distruggere l'altro Mirage 2000C per evitare che resti in mano dei terroristi.
Reintegrati nell'Armée de l'air, lo stato maggiore presenta loro le scuse per questa manipolazione.
Durante la celebrazione del 14 luglio, momento forte di un importante vertice internazionale, Marchelli e Valois ipotizzano che il Mirage 2000C perso sia nei pressi di Parigi. Partono per una missione al fine di distruggerlo e di porre fine a un attacco terroristico contro Parigi e i notabili riuniti durante l'incontro internazionale.

## Produzione

### Riprese
Le riprese sono state fatte in Francia e a Gibuti.

### Aerei
- diversi caccia Mirage 2000C/D dell'Armée de l'air
- un aereo di linea A340-600 della Qatar Airways
- un'aerocisterna C-135FR Stratotanker dell'Armée de l'air
- un aereo AWACS E-3F Sentry dell'Armée de l'air
- un aereo da trasporto C-160R dell'Armée de l'air
- Un biplano  da addestramento Boeing Stearman PT 17
- un aereo da addestramento Alpha Jet E dell'Armée de l'air
- diversi business jet Dassault Falcon (2000 e 900)
- un aereo da aviolancio paracadutisti Pilatus PC-6
- tra gli aerei partecipanti alla parata finale sono riconoscibili gli Alpha Jet della Patrouille de France e due Mirage IV
- un elicottero Tiger dell'Armée de terre

## Colonna sonora
1. Attack 61 - Chris Corner - (02:51)
2. We Rise - Chris Corner - (03:10)
3. Into The Fire - Thirteen Senses - (03:36)
4. Gonna Wanna - Chris Corner feat. Sue Denim - (02:52)
5. Sugar Jukebox - Chris Corner feat. D. Manix - (02:10)
6. Girl Talk - Chris Corner feat. Sue Denim - (02:08)
7. Cockpit Inferno - Ghinzu - (03:50)
8. You're The Conversation (I'm The Game) Chris Corner feat. Sue Denim - (03:55)
9. The Crawl - Placebo - (02:58)
10. The Clash Chris Corner - (03:47)
11. 14th Of July - Chris Corner - (01:47)
12. Heaven Is Inside You - I Monster - (03:55)
13. You're The Conversation (I'm The Game) Original Version - Chris Corner - (03:02)

## Distribuzione
- Francia: Data di uscita al cinema: 9 novembre 2005
- Francia: Data di uscita in DVD : 10 maggio 2006
- Italia: Data di uscita in DVD : 1º aprile 2007
- Francia: Data di uscita in Blu-ray : 6 gennaio 2010
- Italia: Data di uscita in Blu-ray : 20 febbraio 2010